# Acanthophyllum diezianum
Acanthophyllum diezianum là loài thực vật có hoa thuộc họ Cẩm chướng. Loài này được Hand.-Mazz. mô tả khoa học đầu tiên năm 1922.